# Cénebrun de Lesparre
Pour les articles homonymes, voir Cenebrun (homonymie).
Cénebrun de Lesparre, quatrième du nom, est un seigneur de Lesparre à l'apogée de cette maison. Il meurt en 1362.

## Biographie
Cénebrun ou Gaucem-Brun est le fils d'Ayquem-Guilhem, sire de Lesparre et de Marguerite, fille de Pons, vicomte de Castillon. L'ascendance aujourd'hui connue de sa maison remonte à l'an 1100, quand son aïeul Pierre-Gombaud et les deux neveux de celui-ci, Gombaud-Ramond et Ramond, sont co-seigneurs de la ville. 
Cénebrun est mineur quand il hérite en 1324 les possessions et titres de son père. Pendant quelques années son oncle Bernard de Lesparre exerce la tutelle. En 1331, Cénebrun épouse Jeanne de Périgord, fille du comte Hélie IX et de Brunissende de Foix.
À l'instar de beaucoup de seigneurs gascons et de ses ancêtres depuis au moins 1244, il soutient pendant la guerre de Cent Ans le parti de la couronne d'Angleterre. Le roi Édouard III lui accorde de nombreuses faveurs, comme le droit de haute et basse justice, des concessions de péage pour les frais de clôture de la ville de Lesparre, le bénéfice de son droit de guet et de garde, la jouissance des prairies du Médoc et le droit de bris et de naufrage sur les côtes du Médoc. Il lui affecte même de 1345 à 1359 les châteaux de Lavardac, de Fauguerolles, et de Cauderoue près de Nérac, situés dans l'actuel département de Lot-et-Garonne à portée des possessions françaises.
Cénebrun participe à plusieurs affrontements contre les Français : il est à Auberoche le 21 octobre 1345, à la prise de Poitiers pendant la chevauchée de Henri de Grosmont, comte de Derby en Saintonge et Poitou en 1346 (son fils Ayquem-Guilhem y est capturé par un écuyer breton), enfin à la bataille de Limalonges sous les ordres du sénéchal de Bordeaux en 1349.
Cénebrun meurt en 1362, laissant la maison de Lesparre à son fils Florimont.

### Source
- François-Joseph Rabanis, Notice sur Florimont, sire de Lesparre, suivie d'un précis historique sur cette seigneurie, de notes et éclaircissements, Bordeaux, impr. de H. Faye, 1843, 114 p. (lire en ligne)
- Patrice Barnabé, Guerre et mortalité au début de la guerre de Cent Ans : l'exemple des combattants gascons (1337-1367), annales du Midi, 2001, 32 p. (lire en ligne)